# Vandalism
Vandalism ist eine australische Band von Andy Van und seiner Frau Cassie Van.

## Biografie
Vandalism begann ursprünglich als Trio aus dem DJ Andy Van, der mit Madison Avenue ein internationales Erfolgsprojekt gehabt hat, dem Produzenten Kam Denny und der Sängerin Cassie, die mit Andy Van Dorsselaer verheiratet ist. Ihren ersten Hit hatte das Trio 2006 mit Never Say Never, das acht Wochen lang die Clubcharts in Australien anführte und Platz 15 der offiziellen Charts erreichte. Dieses Stück und die nachfolgende Veröffentlichung Twisted waren auch in Europa erfolgreich, besonders in Finnland, wo beide Songs es in die Top Ten schafften. 
Im April 2009 verließ Kam Denny die Band und das Ehepaar Van Dorsselaer machte als Duo weiter.

## Mitglieder
- Andrew Van Dorsselaer
- Cassie Van Dorsselaer

ehemaliges Mitglied
- Kam Denny

## Diskografie
Lieder
- Girls & Boys (2004)
- It’s All About You (2006)
- Never Say Never (2006)
- Twisted (2006)
- Smash Disco (2008)
- Hablando (2009)
- Throw Your Hands Up (2010)
- Vegas (2010)
- Rockin’ (In the Place) (2011)
- Coming Alive (2012)
- Anywhere Else Tonight (2013)
- Caraska (2014)
- Forever (2016)
- Shiny Disco Balls (2017)